# 3,4-dihidroksi-9,10-sekoandrosta-1,3,5(10)-trien-9,17-dion 4,5-dioksigenaza
3,4-dihidroksi-9,10-sekoandrosta-1,3,5(10)-trien-9,17-dion 4,5-dioksigenaza (EC 1.13.11.25, steroid 4,5-dioksigenaza, 3-alkilkatehol 2,3-dioksigenaza) je enzim sa sistematskim imenom 3,4-dihidroksi-9,10-sekoandrosta-1,3,5(10)-trien-9,17-dion:kiseonik 4,5-oksidoreduktaza (deciklizacija). Ovaj enzim katalizuje sledeću hemijsku reakciju:
3,4-dihidroksi-9,10-sekoandrosta-1,3,5(10)-trien-9,17-dion + O2 {\displaystyle \rightleftharpoons } 3-hidroksi-5,9,17-triokso-4,5:9,10-disekoandrosta-1(10),2-dien-4-oat
Ovaj enzim sadrži Fe2+. On takođe deluje na 3-izopropilkatehol i 3-tert-butil-5-metilkatehol.

## Literatura
- Nicholas C. Price; Lewis Stevens (1999). Fundamentals of Enzymology: The Cell and Molecular Biology of Catalytic Proteins (Third изд.). USA: Oxford University Press. ISBN 019850229X.
- Eric J. Toone (2006). Advances in Enzymology and Related Areas of Molecular Biology, Protein Evolution (Volume 75 изд.). Wiley-Interscience. ISBN 0471205036.
- Branden C; Tooze J. Introduction to Protein Structure. New York, NY: Garland Publishing. ISBN 0-8153-2305-0.
- Irwin H. Segel. Enzyme Kinetics: Behavior and Analysis of Rapid Equilibrium and Steady-State Enzyme Systems (Book 44 изд.). Wiley Classics Library. ISBN 0471303097.
- William P. Jencks (1987). Catalysis in Chemistry and Enzymology. Dover Publications. ISBN 0486654605.

## Spoljašnje veze
- 3,4-dihydroxy-9,10-secoandrosta-1,3,5(10)-triene-9,17-dione+4,5-dioxygenase на 